# Gunnar Nilsson (racerförare)
Gunnar Axel Arvid Nilsson, född 20 november 1948 i Helsingborg, död 20 oktober 1978 i London, var en svensk racerförare.  

## Racingkarriär
Nilsson fick sitt genombrott 1973 efter att det året för första gången ha fullbordat säsongen i Formel Vee och samma år placerat sig fyra i Formel 2-tävlingen på Norisring. Året efter tävlade han för tyska Polifac, där han körde en March F3, och blev allt mer etablerad som förare. Med samma bil vann Nilsson det brittiska F3-mästerskapet 1975. Han körde sedan i Formel 1 för Lotus säsongerna 1976 och 1977. Under sin debutsäsong tog Nilsson totalt elva poäng och placerade sig som bäst trea i två lopp: Spaniens Grand Prix och Österrikes Grand Prix. Under sin andra säsong tog han sin första, och enda, seger i Belgiens Grand Prix 1977 och slutade trea i Storbritannien, fyra i Frankrike och femma i Brasiliens och Spaniens Grand Prix. Totalt tog han 20 poäng, vilket gav honom åttondeplatsen i sammandraget. 
Inför säsongen 1978 skrev Nilsson ett nytt kontrakt med stallet Arrows, men började vid denna tid känna av en allt sämre hälsa och kunde inte starta i säsongens första tävlingar. Efter läkarundersökningar diagnostiseras han med testikelcancer och påbörjade strålbehandling. Denna visade sig dock verkningslös och Nilsson avled den 20 oktober 1978. En månad före sin egen död hade han deltagit i vännen Ronnie Petersons begravning. I Arrows skulle Nilsson ha blivit stallkamrat med Riccardo Patrese. Patrese kom tvåa med den bil Nilsson skulle ha kört i Sveriges Grand Prix 1978.
Efter Nilssons död skapade hans mor, Elisabeth Nilsson (1907-1992), en cancerfond, Gunnar Nilssons Cancerstiftelse. Gunnar Nilsson är gravsatt på Pålsjö kyrkogård i Helsingborg, vid den tegelmur som skiljer kyrkogården från Kullavägen. Hans mor är gravsatt bredvid.

## F1-karriär
| Säsong     | Stall/Tillverkare | Placering  | Lopp | Poäng | Etta | Tvåa | Trea | Pole | Varv |
| ---------- | ----------------- | ---------- | ---- | ----- | ---- | ---- | ---- | ---- | ---- |
| 1976       | Lotus-Ford        | 10         | 16   | 11    |      |      | 2    |      |      |
| 1977       | Lotus-Ford        | 8          | 16   | 20    | 1    |      | 1    |      | 1    |
| Sammanlagt | Sammanlagt        | Sammanlagt | 32   | 31    | 1    | 0    | 3    | 0    | 1    |

| 1. Belgien 1977                                          | \| 1. Spanien 1976 2. Österrike 1976 3. Storbritannien 1977 \| | 1. Belgien 1977 |
|                                                          |                                                                |                 |
| 1. Spanien 1976 2. Österrike 1976 3. Storbritannien 1977 |                                                                |                 |